# 李笑来
李笑来（1972年7月12日—），中國朝鲜族人士，天使投资人，Bitcoin Foundation会员，INBlockchain硬币资本创始人，成功投资了EOS、ZCash、Sia、steemit等著名区块链项目。曾在央视采访中自曝拥有六位数比特币。

## 生平
1972年出生于中国东北吉林省延吉市，是锤子科技创始人罗永浩的发小，毕业于长春大学会计学专业，原新东方英語老師，1997年任职沈阳博盛科技有限公司总经理。2001年至2008年，李笑来入职新东方教育集团，任职国外部高级教师；2008年8月，李笑来创立艾德睿智国际教育咨询有限公司。
2013年，李笑来创立比特基金，专注于互联网、比特币相关领域的天使投资。2015年，李笑来建立情非得已（北京）科技有限公司。2016年7月，李笑来在得到App里开设专栏“通往财富自由之路”。. 2024年7月，发表新书《财富的真相》。

## 争议

### 网红概念炒作
炒作新东方名师身份和比特币首富身份，撰写书籍《财富自由之路》和《把时间当作朋友》吸引了众多粉丝，联合罗辑思维创始人罗振宇在互联网上把自己包装成为成功学导师，在微信公众号、知乎、得到等平台开设个人专栏建立付费知识社群。

### 录音门事件
2018年7月3日深夜，李笑来的一段录音在网上疯传。
在录音里，李笑来评价区块链行业，骂了Ripple（瑞波币）、以太坊、莱特币，孙宇晨、赵长鹏、徐明星等区块链项目或项目创始人，李笑来在录音中爆了粗口并大揭币圈黑幕，称傻X的共识也是共识，所以盲目相信价值投资是错的，赚到钱才是成功。
这次事件直接导致众多区块链项目创始人、机构投资者、个人投资者的不满，其以往的负面新闻被媒体反复提起。尽管一些媒体以“李笑来割韭菜”做为标题传播录音，但实际上在录音中，李笑来没有使用过“韭菜”这个词语，并且告诫谈话中的另一方“不要骂散户傻×，散户最牛×。”